# Söréd, Fejér
Söréd  este un sat în districtul Mór, județul Fejér, Ungaria, având o populație de 508 locuitori (2011). 

## Demografie
Componența etnică a satului Söréd
     Maghiari (99,09%)
     Germani (0,91%)
Componența confesională a satului Söréd
     Romano-catolici (45,67%)
     Fără religie (11,02%)
     Reformați (6,3%)
     Atei (1,18%)
     Necunoscută (35,04%)
     Luterani (0,79%)
     Alte religii (1,18%)
Conform recensământului din 2011, satul Söréd avea 508 locuitori. Din punct de vedere etnic, majoritatea locuitorilor (99,09%) erau maghiari. Nu există o religie majoritară, locuitorii fiind romano-catolici (45,67%), persoane fără religie (11,02%), reformați (6,3%) și atei (1,18%). Pentru 35,04% din locuitori nu este cunoscută apartenența confesională.